# Condado de Fuensalida
El condado de Fuensalida es un título nobiliario español creado por el rey Enrique IV de Castilla el 20 de noviembre de 1470, a favor de Pedro López de Ayala el Sordo, II señor de Fuensalida. El 30 de abril de 1637 Felipe IV de España concedió la grandeza de España al VI conde, Pedro López de Ayala y Zúñiga, alcalde mayor de Toledo.

## Denominación
Su nombre hace referencia al municipio castellano-manchego de Fuensalida, en la provincia de Toledo.

## Condes de Fuensalida
|                         | Titular                                      | Periodo                 |
| Creación por Enrique IV | Creación por Enrique IV                      | Creación por Enrique IV |
| ----------------------- | -------------------------------------------- | ----------------------- |
| I                       | Pedro López de Ayala el Sordo                | 1470-1486               |
| II                      | Pedro López de Ayala y Silva                 | 1486-1489               |
| III                     | Pedro López de Ayala y Carrillo              | 1489-1537               |
| IV                      | Pedro López de Ayala y Manrique de Lara      | 1537-1599               |
| V                       | Pedro López de Ayala y Cárdenas              | 1599-1609               |
| VI                      | Pedro López de Ayala y Zúñiga                | 1609-1650               |
| VII                     | Bernardino López de Ayala y Velasco          | 1650-1662               |
| VIII                    | Francisco López de Ayala y Velasco           | 1662-1667               |
| IX                      | Antonio López de Ayala y Velasco             | 1667-1708               |
| X                       | Pedro Nicolás López de Ayala y Velasco       | 1708-1709               |
| XI                      | Félix López de Ayala y Velasco               | 1709-1735               |
| XII                     | Manuel López de Ayala y Velasco              | 1735-1746               |
| XIII                    | Juan Bautista Centurión y Ayala              | 1746-1785               |
| XIV                     | María Luisa Centurión y Velasco              | 1785-1799               |
| XV                      | Diego Fernández de Velasco                   | 1799-1811               |
| XVI                     | Bernardino Fernández de Velasco              | 1811-1851               |
| XVII                    | José María Fernández de Velasco y Jaspe      | 1852-1888               |
| XVIII                   | Mencía Fernández de Velasco y Balfe          | 1891-1948               |
| XIX                     | José Fernández de Velasco y Sforza           | 1949-1986               |
| XX                      | Ángela María Téllez-Girón y Duque de Estrada | 1995-1999               |
| XXI                     | José Luis Pérez de Ayala y López de Ayala    | 1999-2023               |

## Historia de los condes de Fuensalida

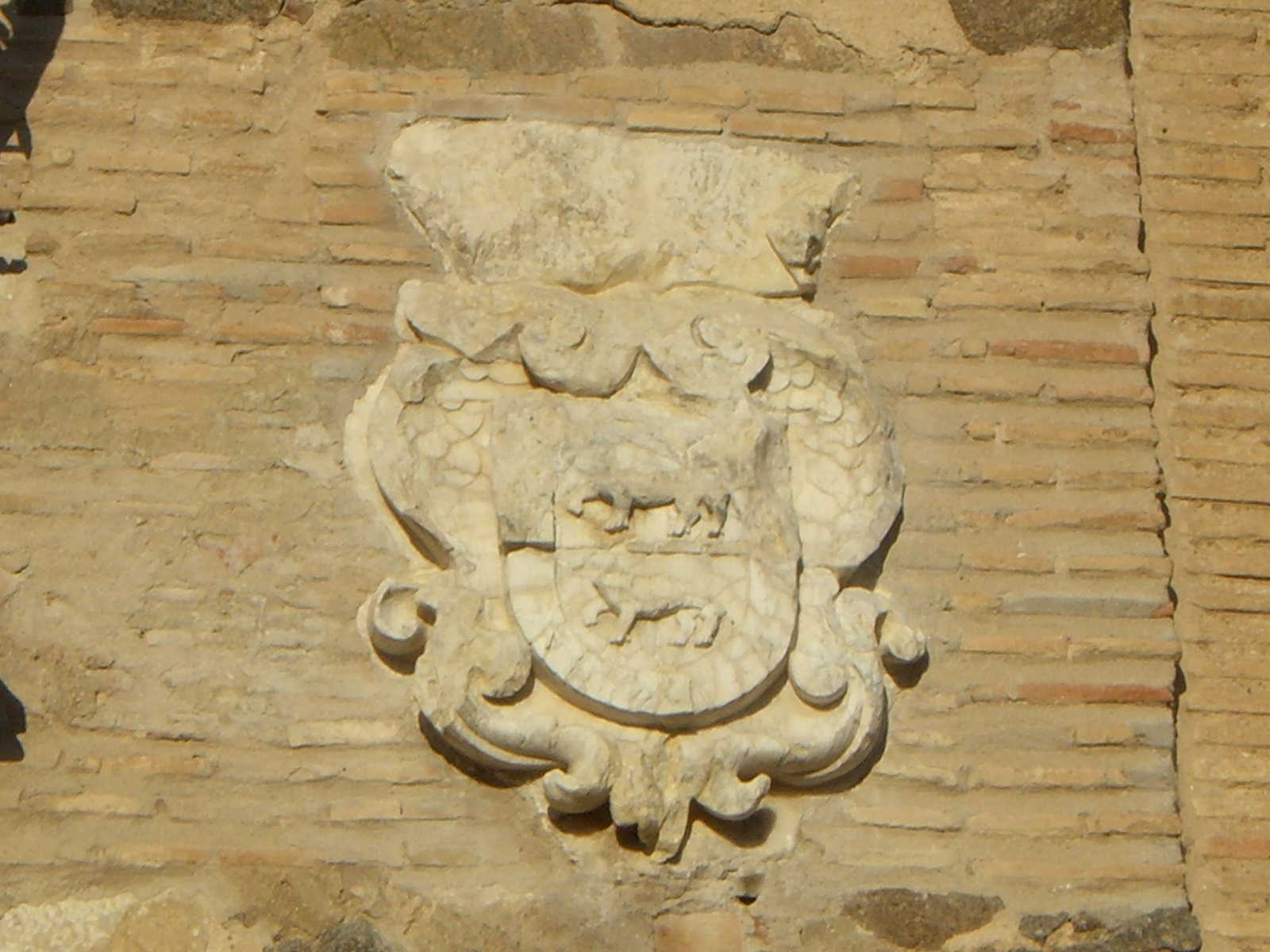
Escudo de los condes de Fuensalida

- Pedro López de Ayala el Sordo (m. después del 22 de febrero de 1486), II señor y I conde de Fuensalida,[2][3] hijo de Pedro López de Ayala el Tuerto, I señor de Fuensalida por merced del rey Juan II de Castilla en 1445,[4] y de Elvira de Castañeda.[1]

Contrajo matrimonio hacia 1430 con María de Silva (m. 8 de septiembre de 1470), hija de Alonso Tenorio, adelantado de Cazorla, notario mayor del reino de Toledo y progenitor de los condes de Cifuentes, y de Guiomar de Meneses. Tuvieron cinco hijos, entre ellos, Alfonso de Silva (m. 1472), casado en 1469 con María Carrillo, hija de Juan Carrillo, señor de Cedillo, y de Teresa de Guevara, padres del III conde de Fuensalida. Le sucedió su hijo:
- Pedro López de Ayala y Silva (m. Salamanca, abril de 1489),[10] II conde de Fuensalida,[9][3] alcalde mayor de Toledo y justicia mayor y corregidor de Salamanca.[10]

Casó en 1446 con Aldonza Carrillo de Guevara de quien no hubo sucesión. Tuvo un hijo bastardo que menciona en su testamento del 5 de abril de 1489 llamado Pedro de Ayala. Le sucedió su sobrino, hijo de su hermano Alfonso y de María Carrillo:
- Pedro López de Ayala y Carrillo (1471-26 de marzo de 1537),[11] III conde de Fuensalida.[9][3] Quedó huérfano al año de nacer, en 1472, y se crio en casa de su abuelo que fue su tutor hasta que falleció en 1486 y después estuvo bajo la tutela de su tío, el II conde quien lo encerró en el castillo de Guadamur.[12] Fue hombre de confianza de Felipe el Hermoso quien lo nombró su montero mayor el 21 de agosto de 1506.[13] En 1518, Carlos I de España lo nombró gobernador general del reino de Galicia, cargo que ocupó durante ocho años.[14]

Contrajo tres matrimonios. El primero en 1487 fue con Inés de Ribera, hija de Juan de Ribera. En 1494 casó en segundas nupcias con Catalina Manrique, hija de Garci Fernández Manrique. El tercer matrimonio fue con Francisca Niño de Ribera, hija de Lope de Conchillos, que después de enviudar casó con Pedro Pérez de Guzmán y Zúñiga, I conde de Olivares. No tuvo descendencia de ninguno de sus matrimonios. Había elegido como heredero a su sobrino Álvaro de Ayala, hijo de su hermana María de Silva y de su esposo Fadrique Manrique. Sin embargo, este falleció en 1532, cinco años antes de la muerte del III conde y sucedió en el condado su sobrino nieto, el hijo que Álvaro de Ayala había tenido con su esposa Catalina Manrique, hija de Luis Fernández Manrique de Lara, II marqués de Aguilar de Campoo, y su esposa Ana Pimentel:
- Pedro López de Ayala y Manrique de Lara (m. 19 de agosto de 1599), IV conde de Fuensalida,[9][18] miembro del Consejo de Estado y Guerra, alguacil mayor de Toledo, caballero y trece de la Orden de Santiago y mayordomo del rey Felipe II de España.[18]

Casó en 1537 con Magdalena de Cárdenas (m. 1564), hija de Diego de Cárdenas y Enríquez, I duque de Maqueda, y de Mencía Pacheco, hija de Juan Pacheco, marqués de Villena y de María de Velasco. Le sucedió su hijo:
- Pedro López de Ayala y Cárdenas (m. 11 de enero de 1609), V conde de Fuensalida,[9][18] mayordomo del rey, alguacil mayor de Toledo, caballero de la Orden de Santiago.[18]

Contrajo matrimonio con su prima segunda, María de Zúñiga Cárdenas. Le sucedió su hijo:
- Pedro López de Ayala y Zúñiga (m. 11 de mayo de 1650), VI conde de Fuensalida.[9][18]

Casó el 21 de junio de 1622 con Francisca Portocarrero, marquesa de Villanueva del Fresno de quien se divorció en 1623. Sin descendencia, le sucedió su primo hermano, hijo de Jerónima López de Ayala y Cárdenas, hermana del V conde de Fuensalida:
- Bernardino López de Ayala y Velasco (m. 13 de enero de 1662), VII conde de Fuensalida[9][18] y IV señor y I conde de Colmenar de Oreja,[18] consejero de Estado, alguacil mayor de Toledo, nieto del V conde de Fuensalida.[21][22] Era hijo de Jerónima de Ayala, hermana del V conde de Fuensalida,[20] y de su segundo esposo, Antonio de Velasco y Rojas, V señor de Villerías.[18]

Casó en primeras nupcias en 1633 con Isabel de Velasco y Benavides (m. 18 de abril de 1680), dama de la reina Isabel de Borbón, hija de Francisco Luis de Benavides, IV marqués de Frómista, y de Ana Carrillo de Toledo, II marquesa de Caracena, y en segundas el 19 de marzo de 1654 con Ana María Velasco de la Cueva, X condesa de Siruela (m. 18 de abril de 1680). Una hija de este matrimonio, Isabel de Velasco, fue inmortalizada por Diego Velázquez en su obra maestra Las meninas. Le sucedió su hijo del primer matrimonio:
- Francisco López de Ayala y Velasco (m. 24 de septiembre de 1667), VIII conde de Fuensalida[9][22] y II conde de Colmenar de Oreja.[21][18]

Contrajo matrimonio en Madrid (Real Capilla) el 11 de octubre de 1662 con Juana de Silva (m. 26 de enero de 1716), dama de la reina. Sin descendencia, le sucedió su hermano:
- Antonio de López de Ayala y Velasco (m. 1 de enero de 1708), IX conde de Fuensalida,[9] III conde de Colmenar de Oreja,[22][18] virrey de Navarra, gobernador y capitán general de Galicia, virrey de Cerdeña, gobernador de Milán, y consejero de Estado.[22]

Casó en Madrid el 7 de septiembre de 1669 con María de la Cueva Enríquez, hija de Gaspar de la Cueva, marqués de Bedmar, y María Enríquez. Le sucedió:
- Pedro Nicolás López de Ayala y Velasco (m. 5 de marzo de 1709), X conde de Fuensalida.[9][20][25]

Casó con Francisca Fernández de Córdoba, IX marquesa de Guadalcázar. Una hija de este matrimonio, María Leonor de Velasco y Fernández de Córdoba, contrajo matrimonio con Manuel Centurión Córdova y Arias Dávila, VI marqués de Estepa, y fueron los padres de Juan Bautista y María Luisa Centurión, los XIII y XIV condes de Fuensalida, respectivamente. Le sucedió su hijo:
- Félix López de Ayala y Velasco (m. 26 de febrero de 1735), XI conde de Fuensalida,[9] VII conde de Barajas.[26] V conde de Colmenar de Oreja, V conde de Casa Palma y V marqués de Alameda.[27]

Casó el 13 de noviembre de 1712 con Bernarda Sarmiento de Valladares, III duquesa de Atrisco. Le sucedió su hermano:
- Manuel López de Ayala y Velasco (28 de abril de 1746), XII conde de Fuensalida,[9] V conde de Colmenar de Oreja, VI conde de Casa Palma, VIII conde de Barajas,[26] VI marqués de Alameda, alguacil mayor perpetuo y hereditario de la ciudad de Toledo.[27]

Contrajo matrimonio el 7 de octubre de 1736 con Isabel María Pío de Saboya, VIII marquesa de Castel Rodrigo. Le sucedió su sobrino:
- Juan Bautista Centurión y Ayala (m. 10 de diciembre de 1785), XIII conde de Fuensalida,[25][9][27] IX conde de Barajas y VII marqués de Estepa,[26] VII conde de Casa Palma VII conde de Colmenar de Oreja, VII marqués de Laula, VII marqués de Vívola, VII marqués de Monte de Vay VIII marqués de Alameda, IX conde de las Posadas, X conde de Puñonrostro, IV marqués de Casasola, VII marqués de Noguera, X conde de Elda, y X conde de Anna.[27] Era hijo de Manuel Centurión y Córdoba, VI marqués de Estepa, y de su esposa María Leonor de Velasco Ayala, hija del X conde de Fuensalida.[28]

Casó en primeras nupcias con María Luisa Centurión Arias Dávila y en segundas con Mariana de Urries Pignatelli. Le sucedió su hermana:
- María Luisa Centurión y Velasco (m. 22 de enero de 1799), XIV condesa de Fuensalida,[25][9] IX marquesa de Alameda y X condesa de Barajas.[26] Sucedió en los títulos de su hermano.[27]

Contrajo matrimonio el 21 de febrero de 1750 con Felipe López Pacheco y Acuña, XII marqués de Villena, XII duque de Escalona, etc. Le sucedió su sobrino:
- Diego Fernández de Velasco (Madrid, 8 de noviembre de 1754-París, 11 de febrero de 1811), XV conde de Fuensalida,[9][29] XIII duque de Frías,[30] embajador, caballero de la Orden del Toisón de Oro, etc.[29]

Casó el 17 de julio de 1780 con Francisca de Paula de Benavides (m. 6 de noviembre de 1827). Le sucedió su hijo:
- Bernardino Fernández de Velasco (20 de junio de 1783-28 de mayo de 1851), XVI conde de Fuensalida,[9][29] XIV duque de Frías,[9], XIV duque de Escalona, XVIII conde de Alba de Liste, VIII conde de la Puebla de Montalbán, IX duque de Uceda, IX marqués de Belmonte, XIV marqués de Villena, X conde de Peñaranda de Bracamonte, XVI conde de Oropesa, XI marqués de Frómista, IX marqués de Caracena,[9] etc., caballero de la Orden del Toisón de Oro, presidente del Consejo de Ministros, senador del Reino, embajador.[29][30]

Casó en primeras nupcias el 24 de agosto de 1802 con María Ana Teresa de Silva y Waldstein (m. 17 de enero de 1805). Contrajo un segundo matrimonio el 2 de junio de 1811 con María Piedad Roca de Togores y Valcárcel (m. 17 de enero de 1830). Casó en terceras nupcias el 11 de octubre de 1839 con Ana Jaspe Macías. Le sucedió su hijo del tercer matrimonio:
- José María Fernández de Velasco y Jaspe (París, 20 de junio de 1836-Madrid, 20 de mayo de 1888), XVII conde de Fuensalida,[9][32] XV duque de Frías, senador del Reino, gobernador de Madrid, etc.[30]

Casó en primeras nupcias el 12 de octubre de 1864 con Victoria Balfe Roser, cantante de ópera, y en segundas con María del Carmen Pignatelli de Aragón y Padilla. Le sucedió su hija del primer matrimonio:
- Mencía Fernández de Velasco y Balfe (m. 1948), XVIII condesa de Fuensalida[9] y XVI marquesa de Berlanga.[32]

Le sucedió su sobrino:
- José Fernández de Velasco y Sforza (Roma, 2 de julio de 1910-8 de mayo de 1986), XIX conde de Fuensalida,[9], XVIII duque de Frías,[30] XIX conde de Oropesa, XIII marqués de Toral, XVII marqués de Berlanga; XX conde de Alcaudete, XVI marqués de Frechilla de Villarramiel; XXII conde de Haro, caballero de gran cruz de la Orden de Malta, gran cruz de la Orden de Isabel la Católica, académico de la Real Academia de la Historia.[33]

Casó con María de Silva y Azlor de Aragón (1913-9 de mayo de 1997). Sin descendencia, le sucedió:
- Ángela María Téllez-Girón y Duque de Estrada (m. 2015), XX condesa de Fuensalida.[34] Le sucedió, en 1999, en ejecución de sentencia:

- José Luis Pérez de Ayala y López de Ayala (Bolullos del Condado, 21 de enero de 1931-Madrid, 19 de abril de 2023), XXI conde de Fuensalida[35] y XVII conde de Cedillo.[36] Era hijo de Pedro Miguel Pérez de Ayala y Vacas y de María Josefina López de Ayala y Morenés, XVI condesa de Cedillo y VII vizcondesa de Palazuelos. Fue catedrático de Economía política y Hacienda pública, profesor de ICADE, de la Universidad de Murcia, de Navarra de la Universidad Autónoma de Madrid, de la Universidad Complutense de Madrid y rector de la Universidad San Pablo CEU. Fue elegido académico de número de la Real Academia de Jurisprudencia y Legislación y autor de varios libros.[37]

Casó con María de los Ángeles Becerril y Bustamante, padre de cinco hijos: María de los Ángeles "Cati", Luis, María de la Soledad "Sole", María y Miguel Pérez de Ayala y Becerril. Su hija, María de los Ángeles Pérez de Ayala y Becerril "Cati", ha solicitado la sucesión en el condado de Fuensalida.